# Kryptokřesťané

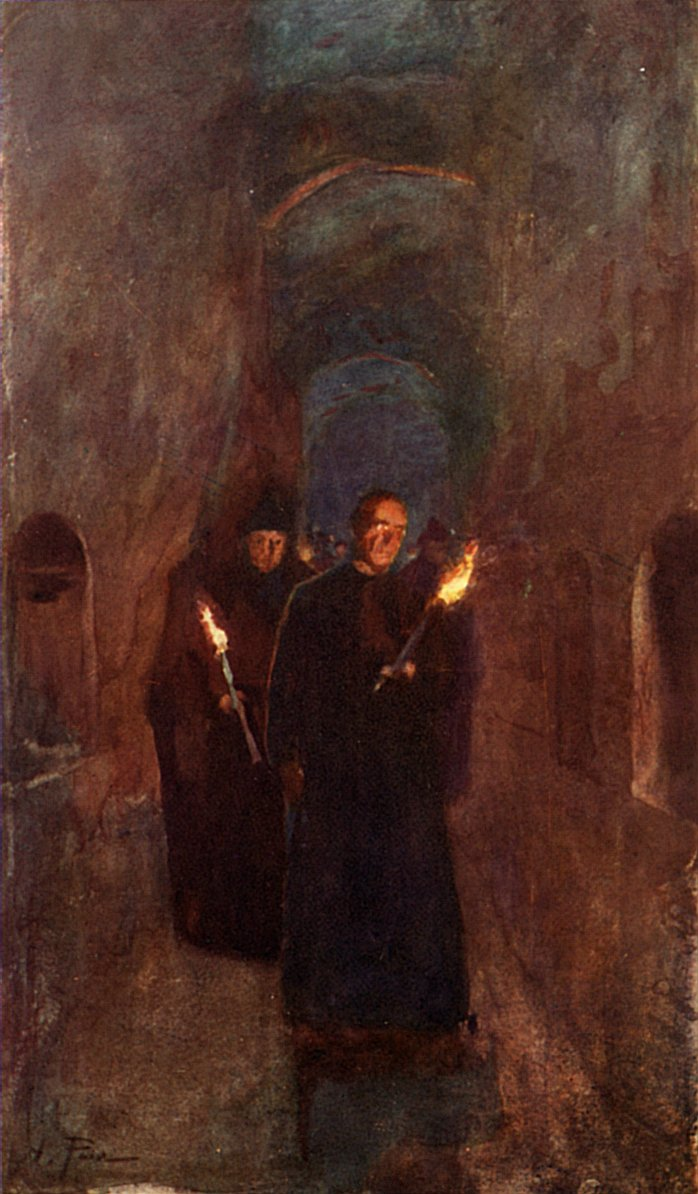
Procesí v Kallistově katakombách

Krypto-křesťané je označení pro tajné vyznavače křesťanské víry. Historicky pojem popisoval situaci, kdy byli tajní křesťané souběžně vnějšími okolnostmi a tlaky donuceni oficiálně vyznávat jinou víru. Někdy bylo křesťanství postaveno i mimo zákon. Novodobý význam je ovšem širší a zahrnuje i utajované křesťanství v režimech, které si vynucují bezvěrectví nebo nějak znevýhodňují lidi praktikující jakékoli náboženství. Někdy jsou jako krypto-křesťané označováni i lidé, kteří vytvářejí paralelní církevní struktury, protože nesnesou, že jejich oficiální církev například spolupracuje s režimem, který považují za zločinný. 

## Dějiny
Jev provází křesťanství od jeho počátků, neboť již v Novém zákoně je zachyceno, že Ježíš apeloval na své učedníky, aby utajovali části jeho učení (především ty mesiánské). 
Klasická éra krypto-křesťanství přišla v Římské říši, kde v jistých etapách za vyznávání křesťanství hrozila poprava (známé jsou zejména represálie za Traiana). Křesťané se tehdy scházeli často v podzemních prostorách - katakombách. Římské katakomby jsou dnes významnou raně křesťanskou památkou, i díky své umělecké výzdobě. Krypto-křestanství se tehdy rozvíjelo i přesto, že křesťanská nauka "taktické zapření víry" zakazuje mnohem jasněji, než tak činí islám či judaismus (krypto-islám a krypto-judaismus jsou rovněž často užívané, analogické pojmy). V Římě se krypto-křesťanství také projevovalo tím, že křesťané chodili před magistráty vykonat pohanskou oběť "za bezpečnost říše", k níž v Římě všichni obyvatelé byli nuceni a po jejím vykonání obdrželi certifikát (libellus) zaznamenávající skutečnost, že splnili občanskou povinnost. 
Ovšem jev se objevil ještě v různém čase na různých místech vícekrát, například po zákazu křesťanství v Japonsku roku 1643 (zrušen až v roce 1858). Krypto-křesťanské hroby, rafinovaně zdobené tak, aby připomínaly buddhistické, se dochovaly zejména na poloostrově Šimabara, na ostrově Amakusa a v Kagošimě.
Velkou renesanci krypto-křesťanství pak přineslo dobytí křesťanských území Osmanskou říší, z velké části území Byzantské říše (Malá Asie, Balkán). Byzantským křesťanům to zpočátku přineslo i stará teologická dilemata, která rozřešil patriarcha Ioannes XIV. závěrem, že "ti křesťané, kteří ze strachu z trestu muslimů chtějí tajně věřit a praktikovat křesťanství, budou také spaseni, pokud budou studovat boží příkazy, jak jen to bude možné.“ Nejvíce důkazů o krypto-křesťanství pod osmanským tlakem pochází z Balkánu. Osmani zde sice dovolovali některým komunitám zůstat u křesťanství, ale podrobovali křesťany "krevní dani" spočívající v odebírání dětí, ze kterých pak Osmani vychovávali své elitní vojáky (janičáry), čemuž se snažila řada křesťanů zabránit vnějškovým přestoupením na islám, za souběžného tajného vyznávání křesťanství. V Malé Asii byli tajnými křesťany především Řekové a Arméni, mnozí zde konvertovali pod hrozbou pogromů a genocidy. Podle některých údajů krypto-křesťanské arménské komunity existují ve východním Turecku dodnes. Také na jiných muslimským územích byl jev zaznamenán, všude kam dosáhl raně středověký chalífát. Mnoho krypto-křesťanských komunit existovalo na středním východě až do 19. století.

## Hraniční jevy
Mnoho křesťanských komunit přešlo do ilegality také v komunistickém Sovětském svazu a posléze v sovětské sféře vlivu během studené války (viz též podzemní církev). Po pádu komunismu se některé z těchto skupin znovu připojily k oficiálním církvím, ale jiné pokračovaly ve své nezávislé existenci s tím, že oficiální církve byly neodčinitelně poskvrněny jejich spoluprací s komunistickými režimy. Podobné skupiny dnes stále existují v Čínské lidové republice ovládané komunisty. I zde ovšem existují oficiální křesťanské církve loajální k režimu, takže někteří badatelé váhají, zda tradiční pojem krypto-křesťanství je pro popis jevu vhodný. Volí se spíše termín podzemní církev.
Specifickým případem krypto-křesťanů pak byli tajní vyznavači jiné verze křesťanství, než jaká byla v té které době na tom kterém místě oficiální, státní, jediná povolená nebo preferovaná (například v Anglii byl katolicismus zakázán roku 1558). V takovém případě se ale častěji volí specifičtější pojmy jako krypto-katolíci, krypto-protestanti apod. Takové jevy nejsou jen historické, například v Eritreji, zemi s většinou katolíků, někteří protestanti svou víru i dnes praktikují tajně, aby se vyhnuli pronásledování a mučení ze strany úřadů. 
Specifickým historickým jevem byl i vznik "přechodových" církví pro vyznavače jiného náboženství. Věřící pak opustili církev původní, ale nekonvertovali k víře, jíž preferovala oficiální moc, ale vstoupili do církve založené na základě jakéhosi kompromisu s touto mocí a její oficiální církví – nejznámějším případem je vznik řecko-katolické církve na západní Ukrajině, která byla vytvořena pro vyznavače pravoslaví, aby se nemuseli stát vyloženě katolíky jako Poláci, jež toto území ovládali. Zajímavé je, že tento historický experiment byl poměrně úspěšný a tato církev se udržela i po rozpadu moci, s níž kompromis byl uzavřen.